# Рукавишников, Роман Владимирович
Роман Владимирович Рукавишников (род. 20 июля 1992, Москва) — российский хоккеист, защитник клуба «Сибирь», выступающего в КХЛ.

## Карьера
Воспитанник московского клуба «Русь». Начал карьеру в 2009 году в составе клуба Молодёжной хоккейной лиги «Мытищинские атланты». В том же году на драфте КХЛ он был выбран во 2-м раунде под общим 30-м номером мытищинским «Атлантом». В своём дебютном сезоне в МХЛ Роман провёл на площадке 73 матча, в которых он набрал 21 (6+15) очко. В следующем сезоне Рукавишников улучшил свои показатели, в 60 матчах набрав 26 (7+19) очков. В одном из матчей плей-офф Континентальной хоккейной лиги сезона 2011/12 получил шанс дебютировать в составе основной команды, проведя на льду одну смену. 21 июня 2013 года Рукавишников продлил контракт с «Атлантом» до конца сезона 2016/17.
3 ноября 2014 года, в связи с финансовыми проблемами «Аталанта», Рукавишников перешёл в петербургский СКА. 21 декабря 2016 года подписал со СКА новый контракт до 30 апреля 2019 года. 25 апреля 2018 года продлил контракт с командой до конца сезона 2019/20. В составе СКА становился обладателем Кубка Гагарина в 2015 и 2017 году. 7 ноября 2019 года, в результате обмена на Игоря Ожиганова, Рукавишников стал игроком «Ак Барса», подписав контракт до конца сезона 2019/20. 4 марта 2020 года провёл свой 400-й матч в КХЛ. 10 апреля 2020 года продлил контракт с «Ак Барсом» до конца сезона 2021/22. Всего провёл за клуб 134 матча, в которых набрал 24 (4+20) очка при показателе полезности «+26». 30 апреля 2022 года в связи с истечением срока контракта покинул «Ак Барс». 1 мая 2022 года вернулся в СКА, подписав контракт до 30 апреля 2026 года. 22 июля 2023 года СКА и Рукавишников расторгли контракт по обоюдному согласию сторон. В общей сложности Рукавишников провёл за СКА 257 матчей и набрал в них 41 (8+33) очко при общем показателе полезности «+30».
24 июля 2023 года заключил односторонний контракт на два года с московским «Спартаком». В сезоне 2023/24 на счету защитника 65 игр, в которых он набрал восемь очков — забросил одну шайбу и отдал семь результативных передач при положительном показателе полезности «+18». 1 августа 2024 года «Спартак» поместил Рукавишникова в список отказов КХЛ. 3 августа 2024 года, после того, как ни один клуб КХЛ не забрал себе игрока, Рукавишников был направлен в расположение фарм-клуба красно-белых — «Химик» из Воскресенска. 26 октября 2024 года в результате обмена перешёл в «Сибирь», а в «Спартак» отправился защитник Никита Ефремов.

## Достижения
- Обладатель Кубка Гагарина (2): 2015, 2017
- Обладатель Кубка Континента: 2017/18
- Финалист Кубка Гагарина: 2011
- Бронзовый призёр КХЛ (5): 2015/16, 2017/18, 2018/19, 2020/21, 2022/23
- Бронзовый призёр Кубка Харламова: 2012

## Личная жизнь
По состоянию на 2017 год супруга — Алина. 26 августа 2016 года у пары родился сын Максим.

## Статистика
| Легенда | Легенда                    | Легенда | Легенда                   | Легенда | Легенда    |
| ------- | -------------------------- | ------- | ------------------------- | ------- | ---------- |
| И       | Количество проведённых игр | Штр     | Штрафное время            | +/−     | Плюс-минус |
| Г       | Голы                       | П       | Голевые передачи          | О       | Очки       |
| -       | Статистика неизвестна      | —       | Статистика не учитывалась |         |            |

### Клубная карьера
- a В этом сезоне в «Плей-офф» учитывается статистика игрока в Кубке Надежды.